# Phébidas
 (signalé en mai 2025).
Si vous disposez d'ouvrages ou d'articles de référence ou si vous connaissez des sites web de qualité traitant du thème abordé ici, merci de compléter l'article en donnant les références utiles à sa vérifiabilité et en les liant à la section « Notes et références ».
- Archive Wikiwix
- Bing
- Cairn
- DuckDuckGo
- E. Universalis
- Gallica
- Google
- G. Books
- G. News
- G. Scholar
- Persée
- Qwant
- (zh) Baidu
- (ru) Yandex
- (wd) trouver des œuvres sur Wikidata

Phébidas est le général spartiate qui prit la Cadmée (acropole de Thèbes) par traîtrise en 382 av. J.-C. sur l'ordre du roi Agésilas II. Nommé harmoste de Thespies, il meurt au combat, tué par les démocrates thébains en 378 av. J.-C..